# Ludovia bierhorstii
Ludovia bierhorstii là một loài thực vật có hoa trong họ Cyclanthaceae. Loài này được Wilder miêu tả khoa học đầu tiên năm 1978.